# Preah Pithu

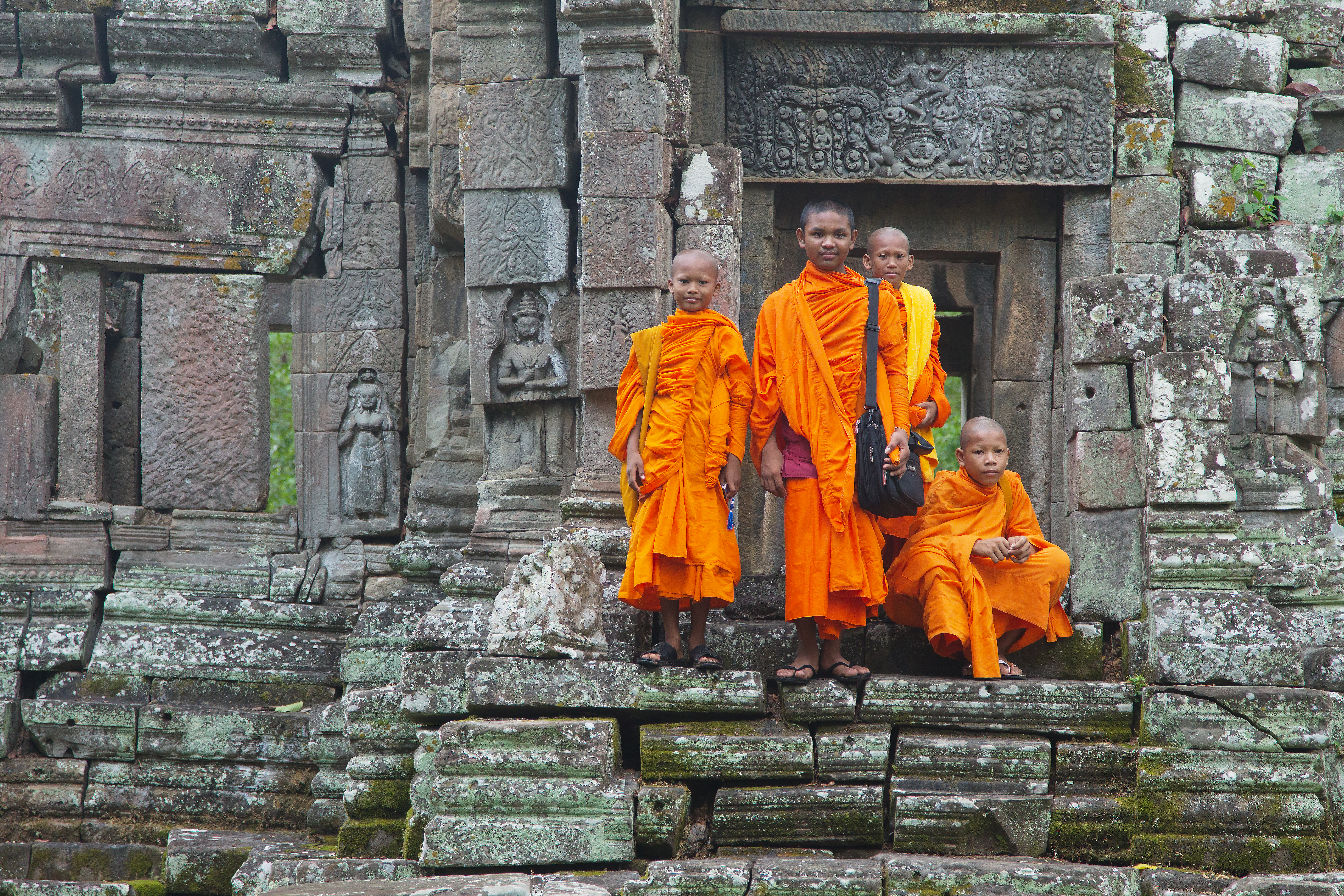
Junge buddhistische Mönche vor Tempel U

Preah Pithu (Khmer: ប្រាសាទព្រះពិធូរ) ist ein aus fünf weitgehend zerstörten Tempeln bestehender Komplex in Angkor Thom. Er liegt nordöstlich des Khmer-Königspalastes Phimeanakas, nördlich der Stadt Siem Reap, Kambodscha. Die einzelnen, in Teilen unvollendet gebliebenen Bauten wurden wahrscheinlich mehrheitlich in der ersten Hälfte des 12. Jahrhunderts unter Suryavarman II. errichtet. Bis auf ein später erbautes buddhistisches Heiligtum handelt es sich bei Preah Pithu um eine hinduistische Tempelanlage. Preah Pithu wurde zu Anfang des 20. Jahrhunderts von der École française d’Extrême-Orient (EFEO) vom Baumbewuchs befreit und ist heute Teil der UNESCO-Welterbestätte von Angkor.

## Gesamtkomplex

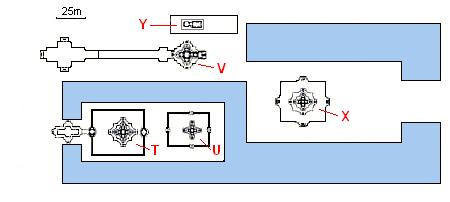
Plan der Tempel von Preah Pithu

Der Gesamtkomplex besteht aus fünf größtenteils zerfallenen Tempeln, die über einen längeren Zeitraum gebaut und ergänzt wurden. Die Tempel T und U entstanden wahrscheinlich zeitgleich. Ihre westliche Ausrichtung ist ungewöhnlich für die Bauten in Angkor und findet sich sonst nur noch bei Angkor Wat. Der französische Archäologe Maurice Glaize, der im Auftrag der École française d’Extrême-Orient Mitte des 20. Jahrhunderts Angkor erforschte und einige Bauwerke mittels Anastylose restaurierte, datierte in Les monuments du groupe d’Angkor Preah Pithu auf das frühe 12. Jahrhundert. Damit fiele diese Anlage in die Phase des klassischen Baustils der Khmer, der nach Angkor Wat benannt ist. Heute wird davon ausgegangen, dass Preah Pithu größtenteils in der ersten Hälfte des 12. Jahrhunderts unter der Herrschaft Suryavarmans II. erbaut und einige Teile im 13. Jahrhundert ergänzt wurden. Während der Regentschaft von Suryavarman II. erreichte Angkor den Höhepunkt seiner Macht, der sich neben der Expansion des Reiches in der Fertigstellung von Angkor Wat zeigte. Bis auf ein buddhistisches Heiligtum, welches laut dem Archäologen Claude Jacques von der École française d’Extrême-Orient wahrscheinlich erst im 14. Jahrhundert erbaut wurde, handelt es sich um hinduistische Tempel.
Preah Pithu wurde im Jahr 1908 durch Jean Commaille und von 1918 bis 1920 durch Henri Marchal im Auftrag der École française d’Extrême-Orient vom Überwuchs befreit. 1992 wurde Angkor und somit Preah Pithu ein UNESCO-Welterbe.

## Tempel T

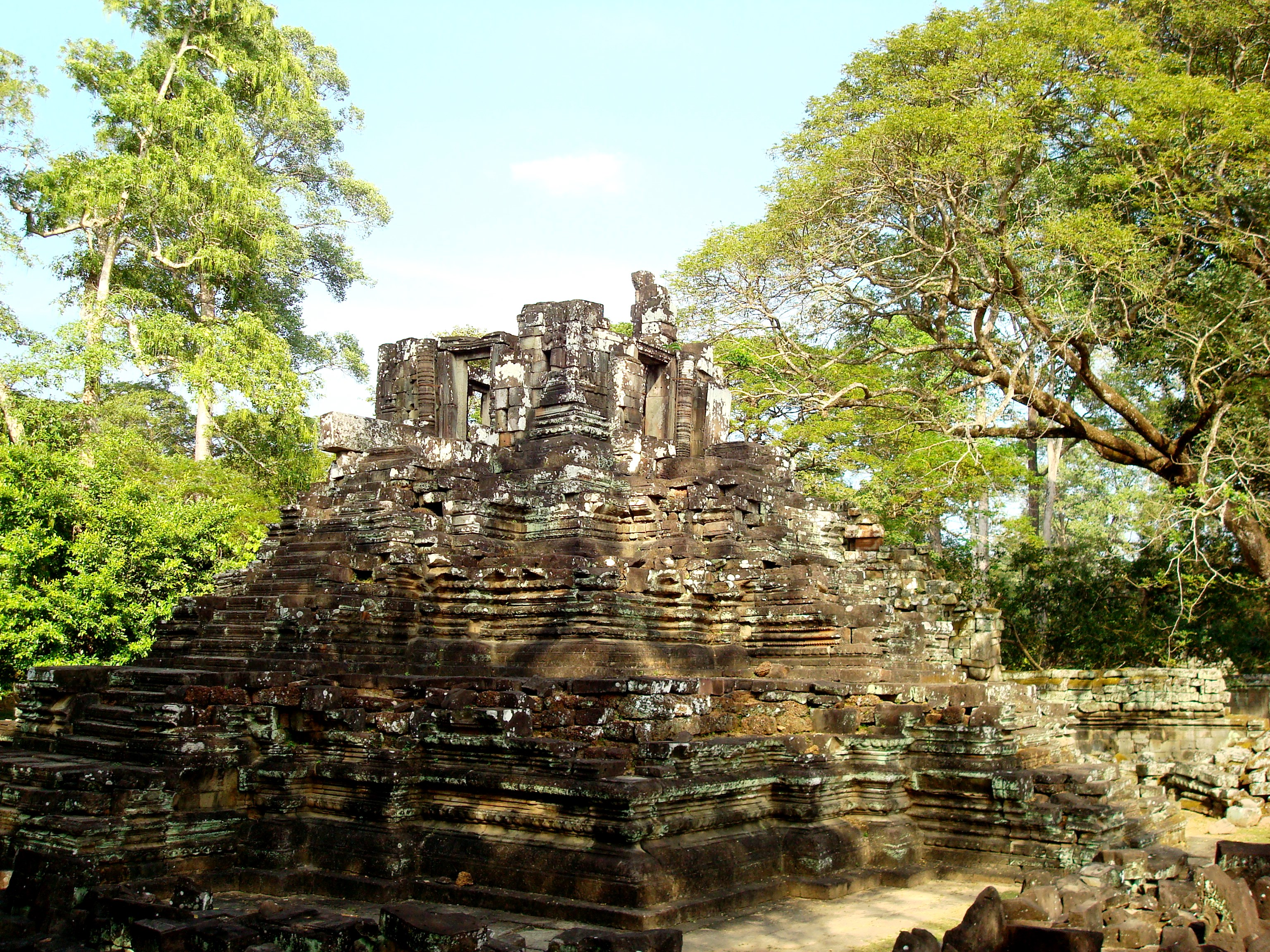
Prasat Tempel T. Auf der Spitze der Pyramide steht die weitgehend eingestürzte Cella mit vorgelagerten Vestibülen. Seitlich ihrer Portale sind die 16-seitigen Säulen zu erkennen.

Tempel T ist zusammen mit Tempel U von einem Wassergraben umgeben. Eine Aussparung im Westen bildet den Zugang zu diesem Komplex. Sie besteht aus einer kreuzförmigen Doppelterrasse mit axialen Treppen und den für die Architektur Angkors typischen, als vielköpfige Nagas gestalteten Balustraden. Die Terrasse wird von kleinen zylindrischen Säulen getragen. Die ein Areal von 40 × 45 m umfassende Mauer besteht aus Sandstein und imitiert mit der Formung ihrer Krone die Kraggewölbe, welche die Galerien Angkors kennzeichnen. Den Eingang zu Tempel T bildet ein schmaler Gopuram mit einem Durchgang und zwei Seitenkammern. Der Prasat besteht aus einer kreuzförmigen, dreistufigen Pyramide mit axialen Treppen und ist mit horizontal verlaufenden Reliefbändern verziert. Auf der ersten Ebene bilden die Treppen einen Absatz. Der Tempelturm ist insgesamt 6 m hoch. Die 3 × 3 m große Cella der obersten Ebene hat in alle vier Himmelsrichtungen Öffnungen, denen jeweils ein kleines Vestibül vorgelagert ist. Diese weisen nach außen Reliefdarstellungen tanzender Devas auf, deren Kleider mit Blumen verziert sind. Dieses Detail wurde ein Merkmal des späteren Bayon-Stils. Die Portale der Vestibüle werden seitlich durch 16-seitige Säulen eingerahmt. Der heute neben dem Portal liegende Türsturz des westlichen Vestibüls zeigt das Quirlen des Milchozeans. Im Osten bildet ein weiterer Gopuram in der Umfassungsmauer den Ausgang von Tempel T, womit dieser eine westliche Ausrichtung aufweist.

## Tempel U

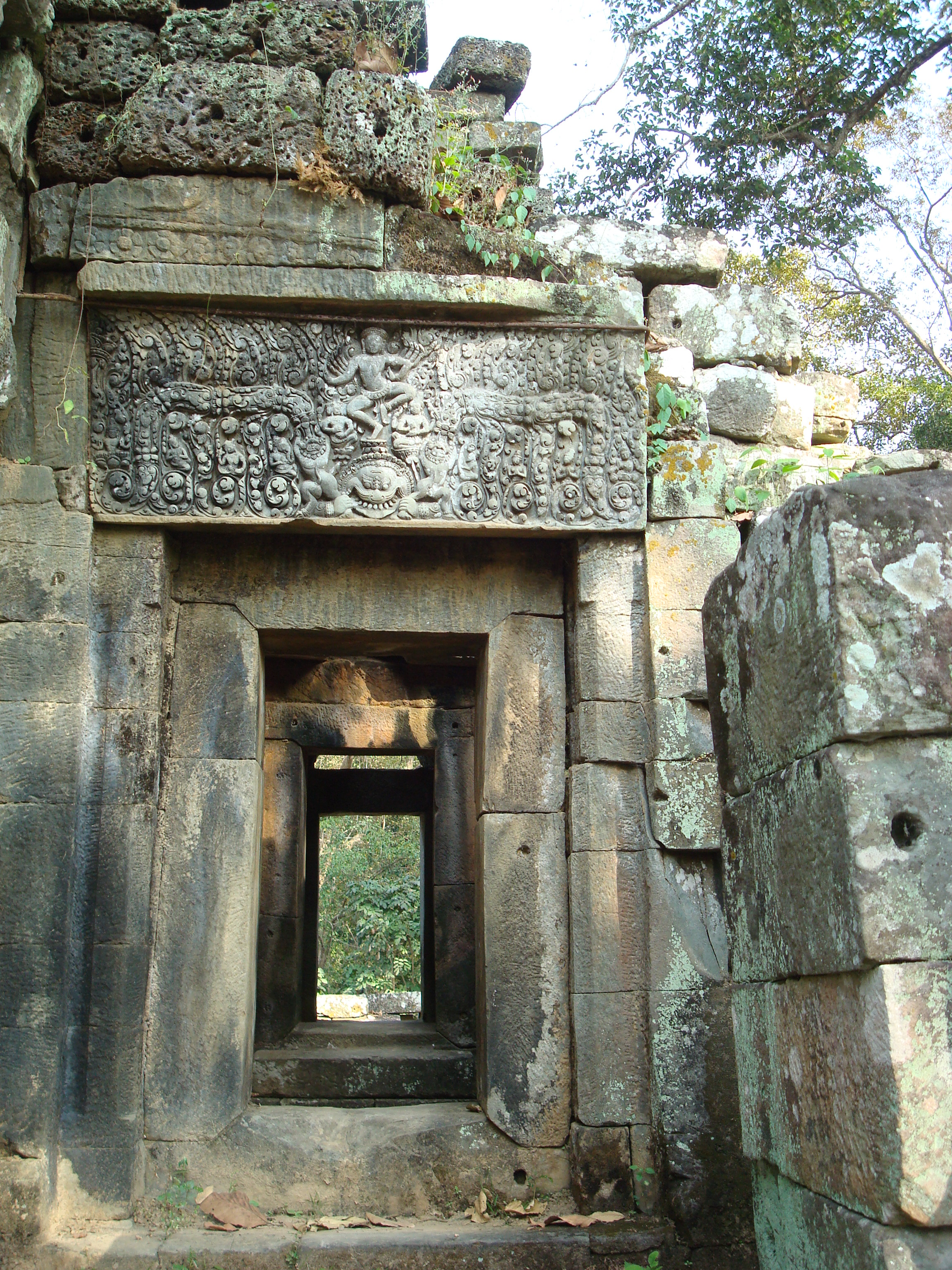
Verzierter Türsturz über dem westlichen Eingang zur Cella des Tempels U. Auf dem Dämonenkopf ist Shiva in seiner tanzenden Erscheinungsform Nataraja dargestellt.

Nur wenige Meter östlich von Tempel T liegt auf derselben Achse wie dieser Tempel U. Er ist von einer Sandsteinmauer umgeben, die auf einer geformten Basis steht. Tempel U hat eine Fläche von 35 × 28 m. Den Eingang bildet kein Gopuram, sondern eine einfache Tür. Der nur teilweise erhaltene Prasat ist ähnlich aufgebaut wie bei Tempel T, aber von geringerer Größe. Die Außenwände der Vestibüle sind mit tanzenden Devas und Apsaras vor einem floralen Hintergrund verziert. Neben den Eingängen sind an ihrer Stelle Dvarapalas abgebildet. An der Basis der Pilaster befinden sich Blendbögen, die kleine Szenen mit Figuren aufweisen. Dies ist ein typisches Stilmittel der Zeit von Angkor Wat. Die verzierten Giebelfelder über den Eingangsportalen der Cella zeigen im Norden das Quirlen des Milchozeans und im Westen die Trimurti, also die drei großen hinduistischen Götter Brahma, Vishnu und Shiva. In dieser Darstellung tanzt Shiva als mehrarmiger Nataraja zwischen Brahma und Vishnu und steht dabei auf dem Kopf des alles verschlingenden Dämons Kala, welcher in der indischen Ikonografie als Kirtimukha bekannt ist und zur Abschreckung böser Geister dient. Im Süden zeigt das – gleich den Säulen der Eingangsportale – unvollendet gebliebene Relief des Giebelfelds Vishnu und Shiva ein weiteres Mal auf Kala reitend. Türstürze dieser Art, in deren Mitte ein solcher Dämonenkopf abgebildet ist, sind seit dem Preah-Ko-Stil zur Zeit Indravarmans I. (877–890), unter dem sie kunsthandwerklich zur Blüte gelangten, ein typisches Element der Baukunst der Khmer. Das Kala-Motiv geht auf Einflüsse der Champa und aus Java zurück und fand bereits in der Gründungszeit Angkors unter Jayavarman II. im Kulen-Stil erste Verwendung. Die Cella ist 2 × 2 m groß.

## Tempel X

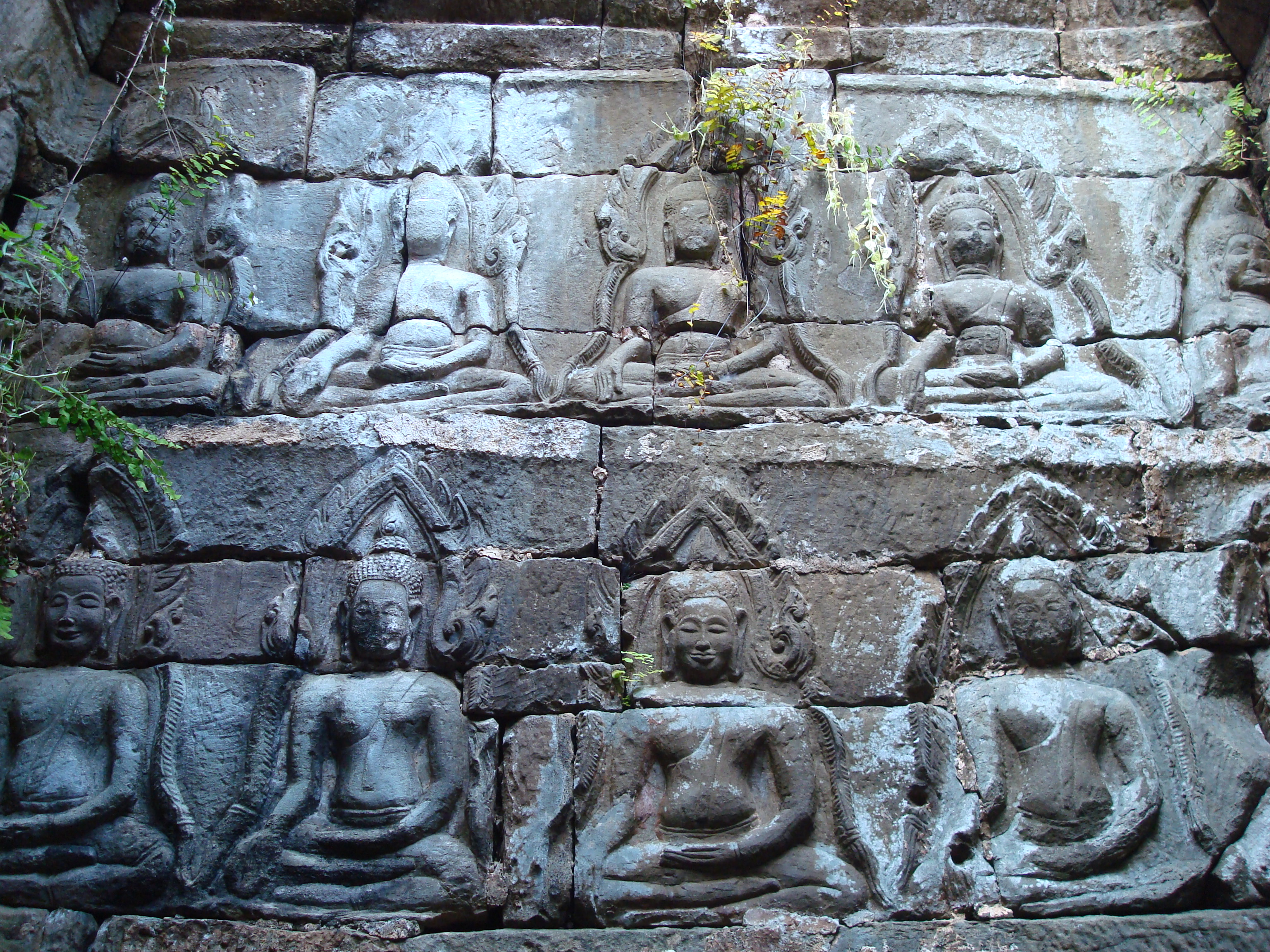
Doppelfries mit Buddha und Bodhisattvas im Inneren der Cella des Tempels X

Etwa 50 m östlich von Tempel U jenseits des Wassergrabens steht auf einer als Fundament dienenden quadratischen Terrasse mit 40 m Seitenlänge Tempel X. Dieser steht 30 m nördlich der Ost-West-Achse der ersten beiden Tempel und ist nach dem gleichen Plan konzipiert, weist aber keine Umfassungsmauer auf. Das 4 m hohe Fundament von Tempel X hat ausgeprägte Reliefleisten und ist voll ausgeformt. Zugang zur Plattform und zu dem kreuzförmigen und zweistufigen Prasat bilden vier axiale Treppen, die von Löwen flankiert werden. Der 4 m hohe Tempelturm ist schlicht ausgestaltet und blieb unvollendet, womit er aus einer späteren Bauphase stammt als die anderen Tempel von Preah Pithu. Wie bei Tempel T und U sind der quadratischen Cella mit 2,20 m Seitenlänge vier Vestibüle vorgelagert. Im Inneren umläuft sie über den Zugangsportalen ein Doppelfries mit Buddha und Bodhisattvas, die deutliche Ushnishas, also Scheitelerhebungen, besitzen. Des Weiteren sind auf dem östlichen Türsturz drei Buddhas zu sehen, die von betenden Figuren umgeben sind. Diese, wahrscheinlich später angebrachten buddhistischen Darstellungen in einem an sich hinduistischen Tempelkomplex veranlassten Jacques Tempel X auf das 14. Jahrhundert und somit als jüngste der Anlage zu datieren, womit er in die Stilepoche des Post-Bayon fiele. Weitere Giebelflächen, darunter ein Fries mit dem Samskara der ersten Rasur, wurden in der Nähe von Glaize gefunden. Unmittelbar östlich von Tempel X befindet sich eine von Bai Semas umgebene Laterit-Terrasse, an deren Rand Glaize Überreste von Naga-Balustraden auffinden konnte. Dieser buddhistische Sakralbau enthält ein Wasserbecken, zu dem eine Treppe mit zwei Elefanten als Wächterfiguren hinabführt.

## Tempel V

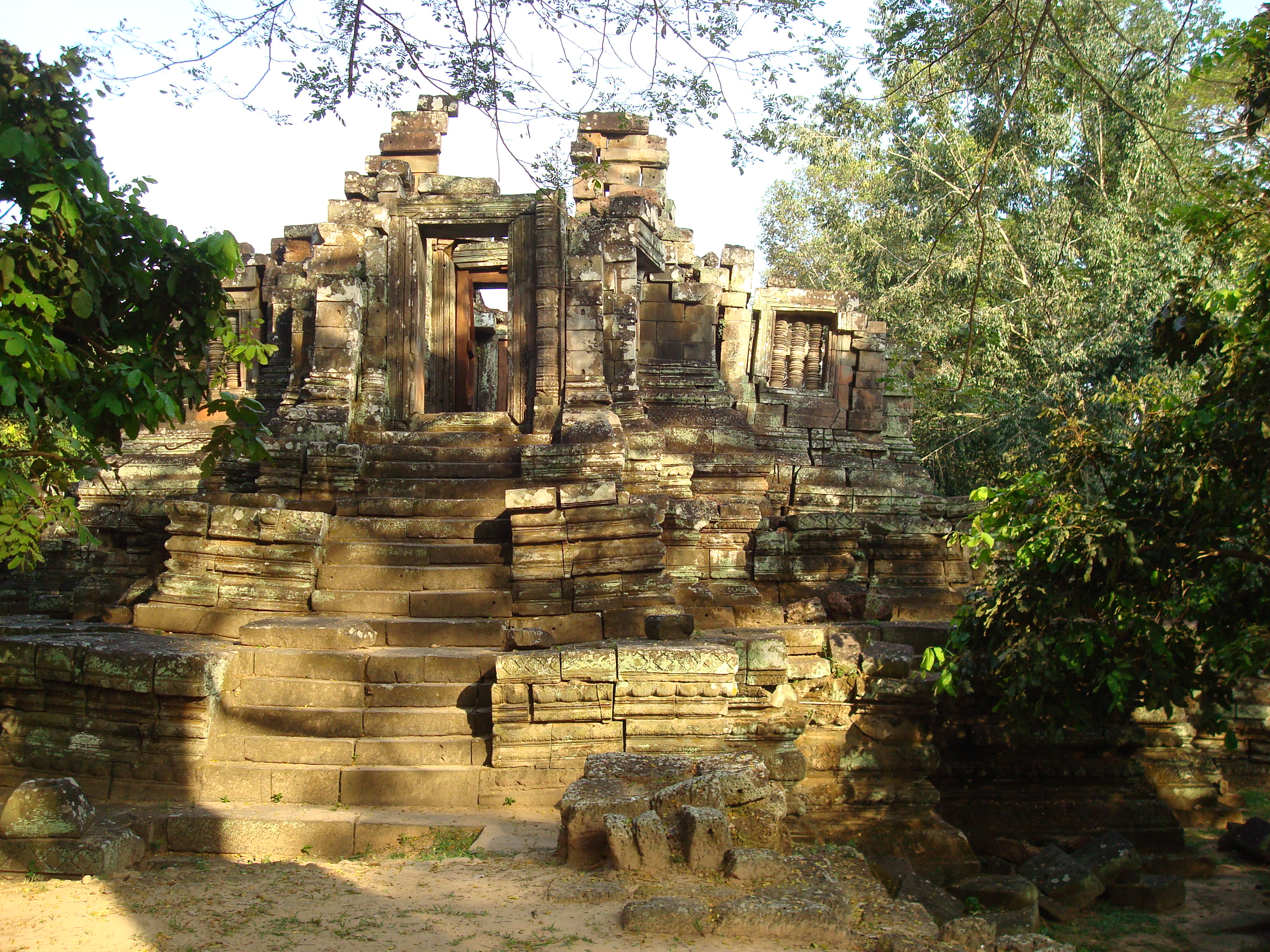
Westansicht des Prasat von Tempel V mit Vestibül vor dem innersten Heiligtum

Nordwestlich von Tempel X steht Tempel V, welcher gleichfalls keine Umfassungsmauer besitzt. Zu ihm führt von Westen aus ein 70 m langer Damm, der von einer 35 × 55 m großen kreuzförmigen Terrasse seinen Anfang nimmt. Der Prasat hat eine kreuzförmige, dreistufige Basis aus Sandstein, die von mehreren fein und reichhaltig verzierten Reliefbändern umlaufen wird, und axiale Treppenaufgänge. Eine Stele an der östlichen Treppe des Tempelturms zeigt Varuna auf seinem Reittier Makara. In der näheren Umgebung des Tempels sind etliche Fragmente mit vielköpfigen Nagas erhalten. Das obere Heiligtum steht auf einer doppelten, mit Friesen ausgeschmückten Plinthe. Wie bei den anderen Tempeln enthält es eine quadratische Cella, die hier 3,80 m Seitenlänge besitzt, mit vorgebauten Vestibülen in alle vier Himmelsrichtungen. Im Unterschied zu den restlichen Bauten hat Tempel V nach Osten jedoch zwei Vorräume hintereinander und somit eine Verlängerung, die seine östliche Ausrichtung betont. In der Cella steht ein 1,5 m großes, anikonisches Symbol für Shiva, ein sogenanntes Lingam, dessen Yoni, das ist ein Sammelbecken für heiliges Wasser, über 16 Löcher verfügt. Der Wandschmuck blieb unvollendet und weist die typischen Merkmale des Angkor-Wat-Stils auf, wie zum Beispiel Formelemente in den Wandpfeilern, die einer Leier ähneln.

## Tempel Y

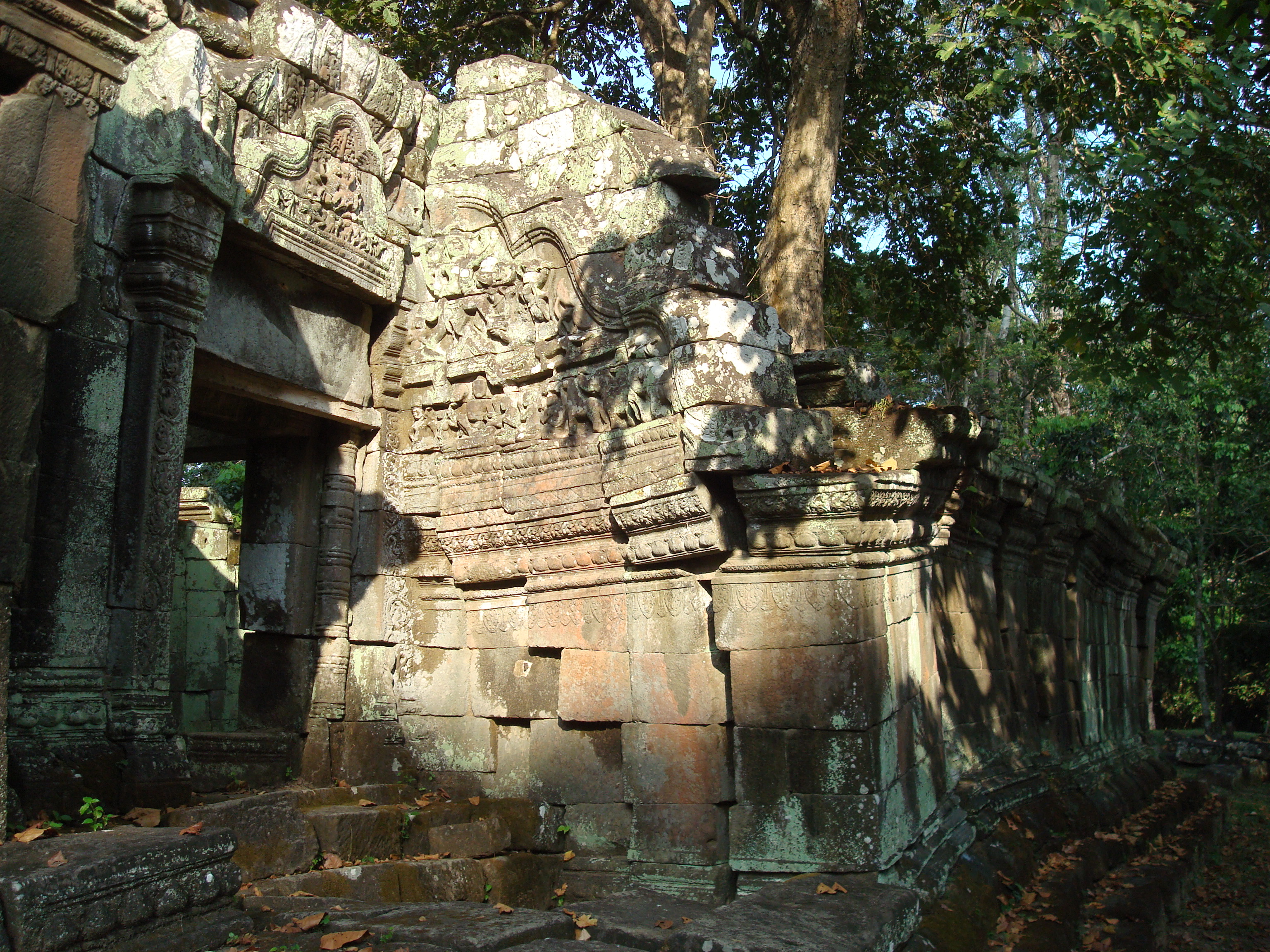
Südliche Seitentür zum Vestibül des Tempels Y mit Reliefs über Portal und Pavillon

15 m nördlich von Tempel X liegt auf einer Erdterrasse leicht erhöht Tempel Y. Er unterscheidet sich im Grundriss deutlich von den anderen Bauten in Preah Pithu. Tempel Y besteht aus einer 7 × 8 m großen rechteckigen Vorhalle mit einem Eingang im Osten. Sie ist zum Teil eingestürzt. Ihr folgt als verbindendes Bauelement zur Cella ein Vestibül mit zwei Seitentüren nach Norden und Süden. Dieser Aufbau mit einer vorgebauten Mandapa als Eingangshalle, der Antarala als Vorraum und der Garbhagriha als innerstem Heiligtum ist typisch für die hinduistische Architektur. An der westlichen Außenmauer der Mandapa flankieren zwei halbe Giebelfelder die beiden Seitentüren des Vestibüls. Das Giebelfeld neben dem nördlichen Portal zeigt Vishnu auf Garuda im Kampf mit dem tausendarmigen Asura Bana, einem Sohn des Daitya-Königs Bali. Das entsprechende Relief an der südlichen Tür des Vestibüls greift den Vishnu-Mythos der drei Schritte aus den Puranas auf. In diesem Mythos überlistet Vishnu in seiner fünften Inkarnation als Zwerg Vamana König Bali und erschließt mit drei Schritten Himmel, Erde und Unterwelt, um somit die Vorherrschaft der Devas wiederherzustellen. Das Relief zeigt, wie Vishnu seinen Fuß auf eine Lotosblume setzt, die von der großen Göttin Devi gehalten wird. Darunter ist eine Palastszene, die in ähnlicher Form auch im Prasat Kravan zu sehen ist. Ein anderes Giebelfeld zeigt den Kampf zwischen den Affenkönigen Sugriva und Vali aus dem Ramayana. Die Wandpfeiler von Tempel Y sind mit floralem Schnörkelwerk verziert, welches in Vogelköpfen endet. Die Cella ist 3 × 3,50 m groß und schließt im Westen mit einem Scheinportal ab. In ihr befand sich ein 0,95 m hohes Lingam. Glaize ordnete Tempel Y zeitlich zwischen Angkor Wat und Bayon ein. Welchem Zweck er gewidmet war, ist unklar, in Teilen ähnelt er Bauten zur Unterbringung von Pilgern, welche im Eingangsbereich anderer Tempel in Angkor zu finden sind. Jacques vermutet, dass Tempel Y später als die Tempel T, U und V erbaut wurde.